# Rodica-Luminița Barcari
Rodica-Luminița Barcari (n. 17 ianuarie 1964, Fetești, Ialomița, România) este un deputat român, ales în 2020 din partea PNL. Luminița Barcari a candidat la alegerile locale din 2020 pentru funcția de Președinte al Consiliului Județean Ialomița, din partea PNL, fiind învinsă de contracandidatul principal, Marian Pavel ( PSD ). În 2024, Luminița Barcari, din partea PNL, candidează pentru funcția de primar al municipiului Fetești, Ialomița. 